# Artur Balczyński
Artur Balczyński (ur. 9 czerwca 1978) – polski aktor teatralny i filmowy.

## Życiorys
27 kwietnia 1998 roku miał miejsce jego debiut teatralny. Występował na scenach Teatru GO w latach 1998-2002, a w latach 2001-2002 był również aktorem Teatru Nowego w Warszawie.

## Filmografia (wybór)
- 1997-2011: Klan − Siny, kolega Roberta Łojewskiego
- 2001: Marszałek Piłsudski (odc. 6)
- 2003: Lokatorzy − Krzysiek, chłopak Zuzi (odc. 159)
- 2004: Plebania − "nabywca" kaktusów pana Władka (odc. 372, 373 i 375)
- 2005: M jak miłość − "znajomy" Kamila (odc. 345, 346 i 349)
- 2006: Daleko od noszy − Władysław (odc. 94)
- 2009: Popiełuszko. Wolność jest w nas − Władysław Popiełuszko, ojciec Jerzego w młodości
- 2011: Na dobre i na złe - pracownik sanepidu (odc. 456)
- 2015: Na sygnale - ojciec Wojtak (odc. 58)
- 2019-2020: Miasto Długów - Bartek Rylski (odc. 22)
- 2020: Nieobecni - facet (odc. 8)
- 2020: Kod genetyczny - ochroniarz (odc. 1,3)
- 2021: Na dobre i na złe - strażak (odc. 800, 809)
- 2021: Leśniczówka - oprych Różka (odc. 390)